# Microcampylopus laevigatus
Microcampylopus laevigatus là một loài Rêu trong họ Dicranaceae. Loài này được (Thér.) Giese & J.-P. Frahm mô tả khoa học đầu tiên năm 1986.